# Long Mỹ, Đất Đỏ
Long Mỹ là một xã thuộc huyện Đất Đỏ, tỉnh Bà Rịa – Vũng Tàu, Việt Nam.

## Địa lý
Xã Long Mỹ nằm ở phía nam huyện Đất Đỏ, có vị trí địa lý:
- Phía đông giáp xã Phước Hội
- Phía tây giáp huyện Long Điền
- Phía nam giáp thị trấn Phước Hải
- Phía bắc giáp thị trấn Đất Đỏ và xã Phước Hội.

Xã có diện tích 12,75 km², dân số năm 2017 là 4.220 người, mật độ dân số đạt 331 người/km².

## Hành chính
Xã Long Mỹ được chia thành 3 ấp: Mỹ An, Mỹ Hòa và Mỹ Thuận.

## Lịch sử
Xã Long Mỹ được thành lập vào ngày 23 tháng 7 năm 1999 trên cơ sở 1.275,03 ha diện tích tự nhiên và 3.012 người của xã Phước Long Hội cũ. Khi mới thành lập, xã thuộc huyện Long Đất.
Ngày 9 tháng 12 năm 2003, huyện Long Đất được chia thành hai huyện Long Điền và Đất Đỏ, xã Long Mỹ thuộc huyện Đất Đỏ như hiện nay.